# Anton von Arco auf Valley

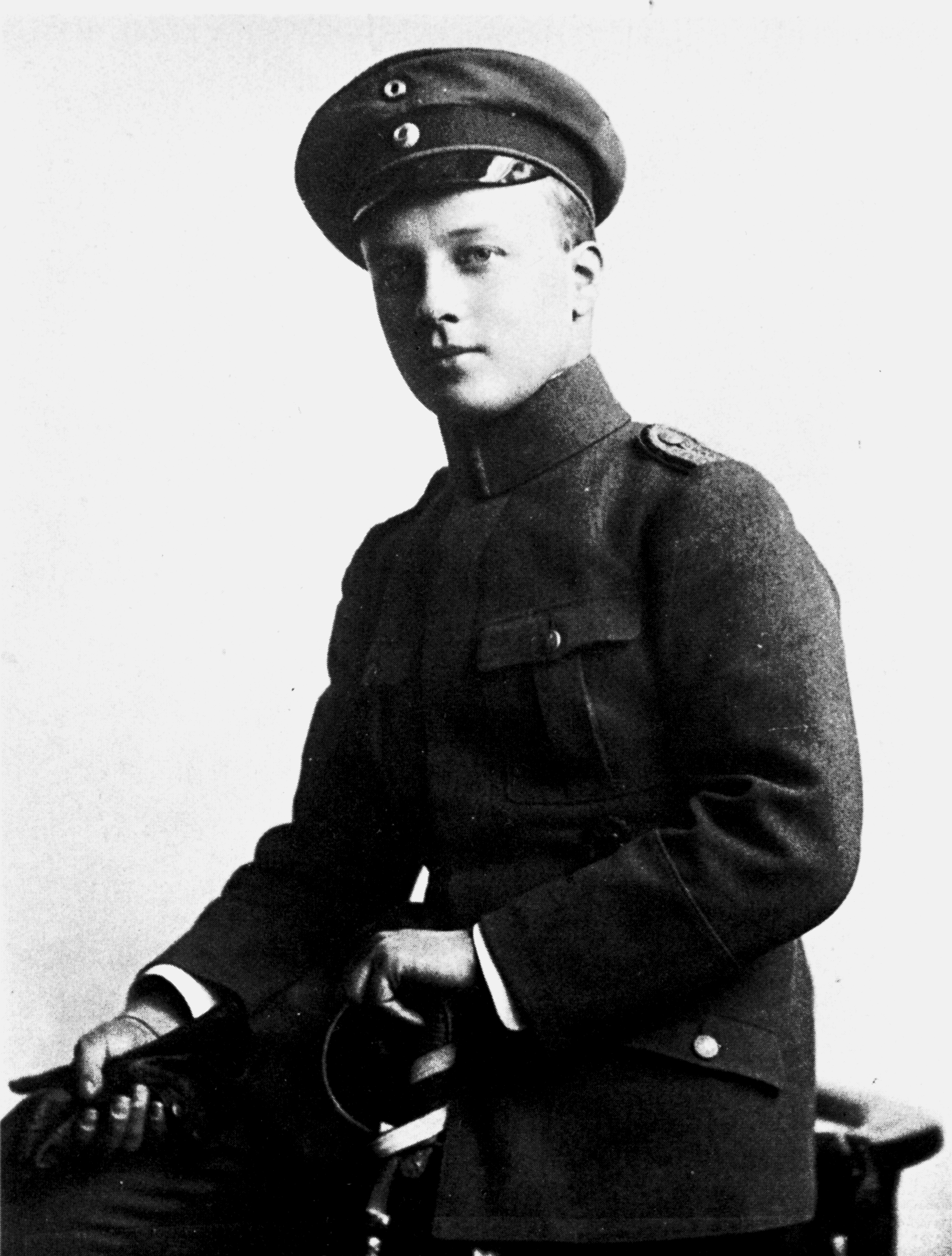
Anton von Arco auf Valley als soldaat tijdens de Eerste Wereldoorlog

Anton von Padua Alfred Emil Hubert Georg Graf von Arco auf Valley (Sankt Martin im Innkreis, 5 februari 1897 – Salzburg, 29 juni 1945) was de moordenaar van de Beierse premier Kurt Eisner op 21 februari 1919.
Graaf Anton von Arco auf Valley (ook geschreven Arco-Valley) was een zoon van graaf Maximilian von Arco auf Valley (1849–1911) en Emmy Freiin von Oppenheim (1869–1957) die afkomstig was uit een Joods-Duitse bankiersfamilie. Toen hij zich eind 1918 of begin 1919 bij de Thule-Gesellschaft wilde aanmelden als lid, werd hij afgewezen, mogelijk vanwege zijn Joodse afkomst. Wellicht was de moord op Eisner een poging deze afwijzing te compenseren en het Thule-Gesellschaft te bewijzen dat hij wel degelijk aan hun eisen kon voldoen en een 'echte Duitser' was. Zelf schreef hij dat hij Eisner wilde vermoorden omdat die een Jood was.
Anton von Arco auf Valley schoot Eisner dood in een straat in München. Dit leidde tot represailles van links, waarbij enkele aristocraten omgebracht werden.
Na de moord op premier Eisner stond Arco in 1920 terecht voor het Volksgericht van München, voorgezeten door Georg Neithardt. Hij werd veroordeeld tot de doodstraf, maar op grond van lovende bewoordingen in het vonnis werd deze straf onmiddellijk nadien omgezet in ‘eervolle gevangenschap’. Het justitiële apparaat van Beieren was uiterst conservatief en had sympathie voor Anton von Arco auf Valley. Zelfs de officier van justitie gaf hieraan uiting. Arco mocht bezoek ontvangen, kon met verlof en kreeg een ruime cel, die hij in 1924 aan Adolf Hitler moest afstaan. In 1925 werd hij vrijgelaten in het kader van "strafonderbreking" en in 1927 kreeg hij amnestie.
Anton von Arco auf Valley speelde verder geen politieke rol, maar werd door het naziregime als een held bejubeld. In 1934 trouwde hij met Maria Gabrielle Gravin von Arco-Zinneberg, een ver familielid, met wie hij drie dochters kreeg. In juni 1945 kwam Arco bij een verkeersongeluk in Salzburg om het leven.